# 荒尾厚就
荒尾 厚就（あらお あつなり）は、江戸時代中期の鳥取藩家老。倉吉荒尾家7代。

## 生涯
宝暦元年（1751年）、鳥取藩家老、倉吉領主荒尾斯就の子として生まれる。斯就は幼い藩主池田重寛を補佐して藩政を担うも、宝暦4年（1754年）に専横を咎められ失脚し、隠居を命じられたため、わずか4歳で家督相続し、米子領主となった。
宝暦13年（1764年）1月、13歳で藩主池田重寛に初めて御目見する。明和4年（1767年）12月、志摩と改名する。明和7年（1770年）6月、御職家老（執政家老）となる。安永7年（1780年）9月、岡山藩家老池田長仍の娘と結婚する。
天明6年（1787年）11月16日死去、享年36。家督は嫡男の為就が相続した。